# 廖履亨
廖履亨（？—1647年），號视菴，雲南临安府建水州籍，江西临江府清江县人，明末清初官员。

## 生平
崇祯十二年（1639年）己卯科云南乡试舉人，十三年（1640年）联捷庚辰科進士，刑部观政，本年授吉水县知县。孙可望、李定国等入云南，陷临安府，进士廖履亨赴水死。妻曾氏，丁亥城陷，同夫冠带望北再拜，率其子女婢仆，阖门缢死。

## 引用
1. ↑  光緒《臨安府志·卷十三·選舉》：臨安府屬進士 明……（崇禎）庚辰魏藻德榜三人 建水廖履亨 吉水縣知縣……舉人……（崇禎）己卯科十六人 建水……廖履亨 進士
2. ↑  《崇禎十三年庚辰科進士三代履歷》：廖履亨，曾祖尝秀；祖长轼，恩寿官；父登高，敕封兵部主事。视菴，诗一房，辛酉年十月初四日生，建水州人，己卯六名，会试一百三名，三甲四十二名。刑部观政，本年授吉水知县。
3. ↑  《明外史忠义传》
4. ↑  《建水州志》
5. ↑  錢海岳《南明史·卷六十三·列傳第三十九》：（建水）州人廖履亨，字視庵。崇禎十三年進士。吉水知縣，遷兵科給事中歸。冠帶，與妻曾，一門水死。